# TWiiNS
TWiiNS, dawniej Tweens – słowacki duet śpiewający muzykę pop założony przez siostry bliźniaczki Veronikę i Danielę Nízlovą (ur. 15 kwietnia 1986 w Hronským Beňadiku).
W 2011 roku duet reprezentował Słowację podczas 56. Konkursu Piosenki Eurowizji organizowanego w Düsseldorfie.

## Życiorys
Bliźniaczki zaczęły śpiewać w dzieciństwie. Gdy ukończyły szkołę średnią, zaczęły studia na Comenius University of Management. Cztery lata prowadziły program telewizyjny „HitBox” w telewizji Markíza.
W kwietniu 2008 roku nagrały debiutancką piosenkę „I Don’t Know”, do którego klip został nakręcony w Miami. Piosenka powstała we współpracy z amerykańskim producentem Jimmym Douglasem, który współpracował m.in. z Timbalandem, Nelly Furtado, Justinem Timberlake, Duranem Duran i wieloma innymi. W maju tego samego roku TWiiNS towarzyszyły czeskiej piosenkarce Terezie Kerndlovej jako chórek podczas jej występu podczas 53. Konkursu Piosenki Eurowizji.

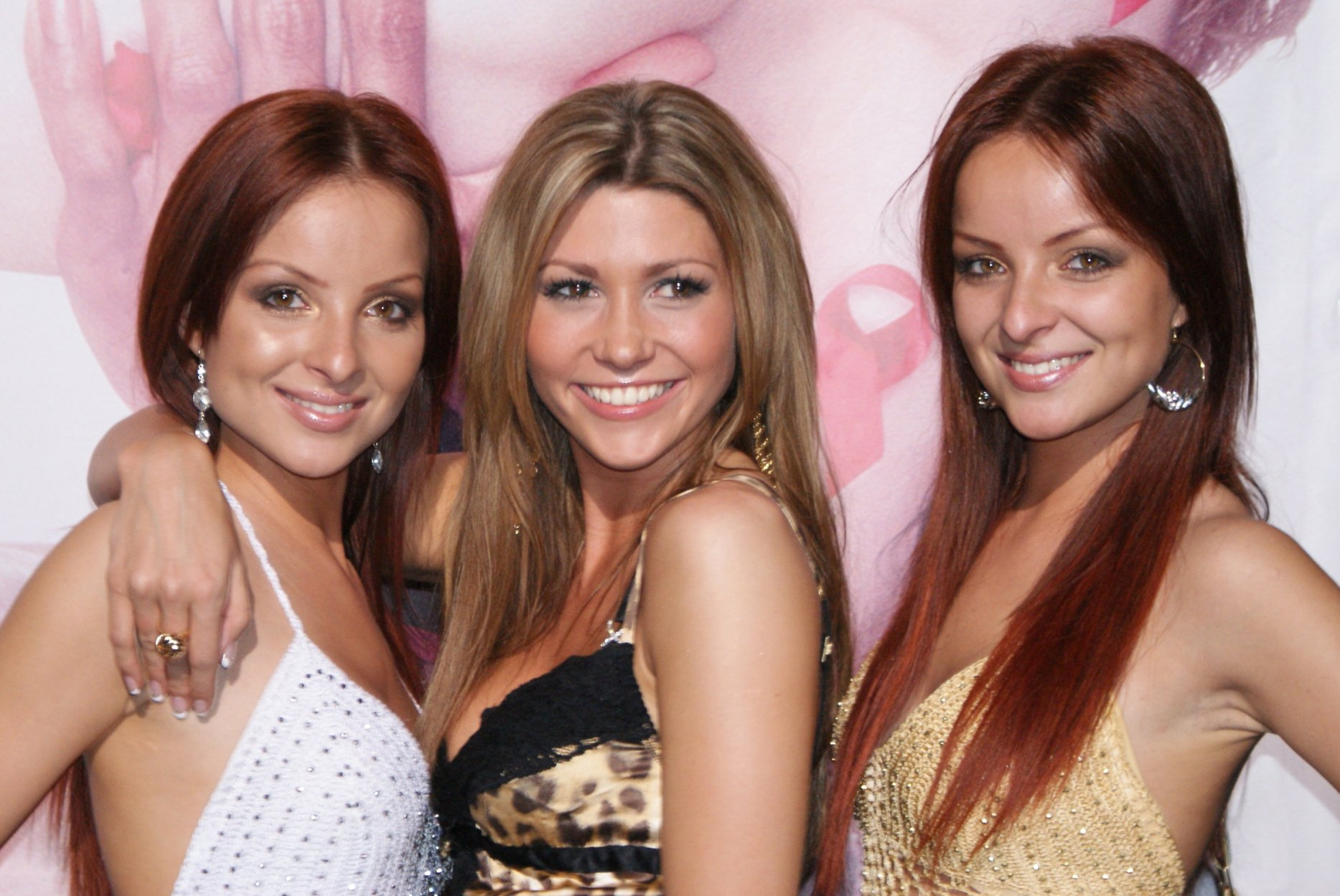
TWiiNS i Tereza Kerndlová (2008)

W 2010 roku wydały kolejny singiel duetu – „Boys Boys Boys” będący interpretacją przeboju włoskiej piosenkarki Sabriny. Utwór został nagrany w duecie z raperem Carlpritem, który wcześniej współtworzył m.in. utwór „Evacuate the Dancefloor” niemieckiego zespołu Cascada. Piosenka trafiła na pierwsze miejsca list przebojów na Słowacji, poza tym była często grana na takich kanałach muzycznych, jak VIVA, CITY TV, ONE MUSIC. W tym czasie TWiiNS podpisały kontrakt z amerykańską wytwórnią B RECORDS i wyjechały do Stanów Zjednoczonych, gdzie zamieszkały i zaczęły pracę nad międzynarodowym albumem, którego premiera miała nastąpić zimą 2011 roku. W marcu 2011 roku wydały kolejny singiel, „Welcome to Hollywood”, który został napisany przez popularnych muzyków – Andreasa Carlssona (który tworzył piosenki dla Britney Spears, Backstreet Boys, Céline Dion, Katy Perry) i Bryana Todda (Miley Cyrus, Ashley Tisdale, Jordin Sparks).
18 lutego 2011 nadawca słowacki RTVS poinformował, że TWiiNS zostały wybrane wewnętrzne na reprezentantki Słowacji podczas 56. Konkursu Piosenki Eurowizji organizowanego w Düsseldorfie. W marcu odbyła się premiera ich eurowizyjnej propozycji „I’m Still Alive”. 12 maja bliźniaczki wystąpiły w drugim półfinale konkursu z piątym numerem startowym i zajęły ostatecznie 13. miejsce, przez co nie zakwalifikowały się do finału.

## Dyskografia

### Albumy studyjne
Jako Tweens:
- Tweens (2000)
- Máme čas... (2001)
- Škrtni zápalkou (2003)
- Láska chce viac (2005)

Jako TWiiNS:
- Compromise (2009)
- I’m Still Alive (2011)